# Марков, Дмитрий Петрович

Дмитрий Петрович Марков

Дми́трий Петро́вич Ма́рков (1904—1979) — советский легкоатлет, тренер и учёный в области спортивной педагогики. Заслуженный мастер спорта СССР (1940), заслуженный тренер СССР (1956). Отличник физической культуры (1947).

## Биография
Выступал за Москву — спортивное общество «Медик». Работал тренером в «Динамо».
2-кратный чемпион СССР в толкании ядра (1927—1928).
Профессор (1965), кандидат педагогических наук (1947; тема диссертации — «К вопросу о развитии техники ходьбы на лыжах»).
Окончил Государственный центральный институт физической культуры (1929)
В 1930—1950, 1958—1969 годах работал в ГЦОЛИФК: в 1930—1938 годах — преподаватель, в 1938—1947 годах — заведующий кафедрой лыжного спорта, в 1947—1950 и 1958—1969 годах — заведующий кафедрой лёгкой атлетики.
Подготовил ряд известных легкоатлетов, включая 2-кратную олимпийскую чемпионку Н. Пономарёву (Ромашкову). Работал старшим тренером сборной команды СССР по метаниям (в том числе на ОИ 1952 и 1956).
Умер в 1979 году. Урна с прахом захоронена в колумбарии на Ваганьковском кладбище.

### Семья
Был женат, сын Анатолий — легкоатлет, выступал за «Динамо».

## Спортивные достижения
|       | Толкание ядра | Толкание ядра | Метание диска | Метание диска |
| Место | Результат     | Место         | Результат     |               |
| ----- | ------------- | ------------- | ------------- | ------------- |
| 1927  | чемпион       | 12,375 м NR*  |               |               |
| 1928  | чемпион       | 12,76 м       | 2-е место     | 39,87 м       |

Рекорды СССР
```
толкание ядра     12,37            24.08.1927   
Москва
, чемпионат СССР
                  13,30            30.07.1928   
Москва
```

## Тренер
Воспитанники
- Борисова, Зинаида Дмитриевна — толкание ядра, метание диска и копья — 6-кратная чемпионка СССР (1931—1936).
- Севрюкова, Татьяна Никитична — толкание ядра — чемпионка Европы 1946, установила РМ (1948).
- Маючая, Клавдия Яковлевна — метание копья — чемпионка Европы 1946, установила неофициальный РМ (1947).
- Андреева, Анна Семёновна — толкание ядра — чемпионка Европы 1950, установила РМ (1950).
- Пономарёва (Ромашкова), Нина Аполлоновна — метание диска — олимпийская чемпионка 1952, 1960, чемпионка Европы 1954, бронзовый призёр ОИ 1956, установила РМ (1952).
- Багрянцева, Елизавета Петровна — метание диска — серебряный призёр ОИ 1952.
- Голубничая, Мария Васильевна — бег на 80 м с/б — чемпионка Европы 1954, серебряный призёр ОИ 1952, установила РМ (1954).
- Беглякова, Ирина Анатольевна — метание диска — серебряный призёр ОИ 1956.

## Книги
Автор более 50 научных и методических работ.
- Марков Д. П., Калашников В. Г. Лыжи: Учебное пособие по лыжному спорту / под ред. С. Л. Аксельрода. — М.: «Физкультура и спорт», 1944. — 110 с.
- Лёгкая атлетика / под общей ред. Н. Г. Озолина и Д. П. Маркова. — 2-е издание. — М.: «Физкультура и спорт», 1972. — 672 с.

Учебник Озолина и Маркова для институтов физической культуры был издан в 1965 году, переиздан в 1972 году, а затем неоднократно переиздавался с изменениями и дополнениями (1979, 1989, а затем несколько раз в России).

## Награды
- 2 ордена Трудового Красного Знамени (17.11.1949; 27.04.1957 — «за успехи, достигнутые в деле развития массового физкультурного движения в стране, повышения мастерства советских спортсменов, и успешное выступление на международных соревнованиях»)
- медали